# 慎微之
慎微之（1896年—1976年），湖州人，中國考古學家。

## 生平
慎微之生于八里店镇，小時候得到教会幫助後，在湖州城內的教会学校學習，1915年毕业于杭州蕙兰中学。1923年獲得沪江大学教育科学士学位。1927年獲得沪江大学教育科硕士学位。1927-1928年任沪江大学国文部讲师。1934年，他發現了錢山漾遺址。1940年至1945年期間，他留学宾夕法尼亚大学獲得哲学博士学位。回国后任沪江大学商学院教务长、副教授，之江大学教育系主任、教授。1953年，之江大学与浙江大学合并後，他调回吴兴县文化教育局任職。1954年，任吴兴县初级中学历史教师。此時他成立学生考古兴趣小组，带领中学生调查吴兴县考古遗址。1958年6月，他又在吳興縣的文物所任職。1963年7月，調到浙江师范学院外语系任教。两年后又回到吴兴县的文物所任職。